# Szank
Szank är en ort i Ungern.   Den ligger i provinsen Bács-Kiskun, i den centrala delen av landet, 110 km söder om huvudstaden Budapest. Szank ligger 108 meter över havet och antalet invånare är 2 506.
Terrängen runt Szank är mycket platt. Runt Szank är det ganska glesbefolkat, med 42 invånare per kvadratkilometer. Närmaste större samhälle är Kiskunmajsa, 9,6 km sydost om Szank. Omgivningarna runt Szank är en mosaik av jordbruksmark och naturlig växtlighet.
Trakten ingår i den hemiboreala klimatzonen. Årsmedeltemperaturen i trakten är 11 °C. Den varmaste månaden är juli, då medeltemperaturen är 26 °C, och den kallaste är januari, med −4 °C. Genomsnittlig årsnederbörd är 828 millimeter. Den regnigaste månaden är maj, med i genomsnitt 115 mm nederbörd, och den torraste är november, med 48 mm nederbörd.